# Винна ковбаса

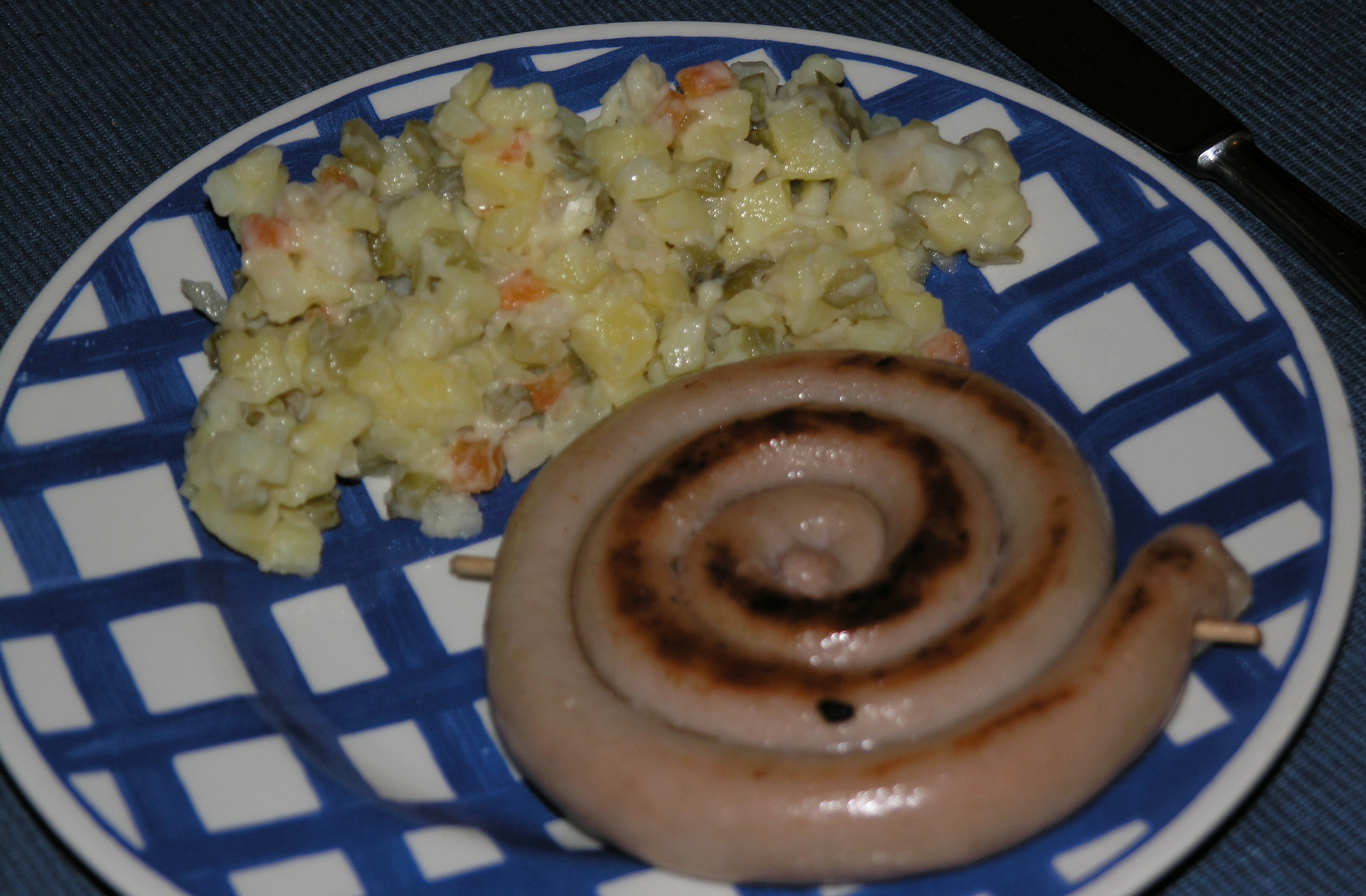
Винна ковбаска з картопляним салатом

Винна ковбаса — традиційний чеський м'ясний продукт, споріднений баварській білій ковбасі. Її готують зі свинини, іноді навіть з телятини, яку дрібно подрібнюють, додають булки, замочені в молоці, білому вині, макусі та цедрі лимона. Речовина заливається в натуральну оболонку. Ковбаси не піддаються термічній обробці, тому їх необхідно вживати якнайшвидше. Найчастіше його скручують у спіраль, яку закріплюють шпажкою і смажать у розпеченому жирі. Іноді спіральки спочатку відварюють у воді, а потім недовго обсмажують. Оскільки вона створює червоне колесо, схоже на Сонце, винна ковбаса є традиційною різдвяною їжею на свято сонцестояння.

## Довідка
1. ↑  Jak oslavit Vánoce trochu jinak. Šetrněji k sobě i přírodě. TOPZINE.cz (чес.). 24 грудня 2010. Процитовано 24 січня 2024.